# Diferencial (matemática)
Este artículo habla sobre la definición del diferencial dentro del campo de la geometría diferencial, para otros usos dentro de la matemática vea diferencial (cálculo, desambiguación), para usos más generales vea diferencial (desambiguación)
Herramienta matemática que nos permite trabajar sobre espacios tangentes de diferentes variedades diferenciables aprovechado las buenas propiedades de unos bien conocidos sobre otros que casi no conocemos.
Eslabón necesario para construir la teoría de geometría diferencial y generalizar su estudio.

## Definición de diferencial
Sean {\displaystyle M_{}^{},N} variedades diferenciables, {\displaystyle F:M\longrightarrow {}N} una aplicación diferenciable y {\displaystyle p\in M}, llamaremos diferencial de {\displaystyle F_{}^{}} a
{\displaystyle {\begin{matrix}{\forall d_{p}F:}&{{\mathcal {T}}_{p}M}&\longrightarrow {}&{{\mathcal {T}}_{F(p)}N}\\&{\delta }&\mapsto &{\begin{matrix}d_{p}F(\delta ):&{\mathcal {F}}(M)&\longrightarrow {}&\mathbb {R} \\&g&\mapsto &d_{p}F(\delta )(g):=\delta (g\circ F).\end{matrix}}\end{matrix}}}.
Observaciones
Queda claro que {\displaystyle \delta _{}^{}} es {\displaystyle \delta _{p}^{}}, ya que {\displaystyle p_{}^{}} es redundante pues hablamos de elementos de {\displaystyle {\mathcal {T}}_{p}M} y, es decir, derivaciones a {\displaystyle M_{}^{}} precisamente en {\displaystyle p_{}^{}}.
Veamos que está bien definida, es decir, que {\displaystyle d_{p}F(\delta )\in {\mathcal {T}}_{F(p)}N} como se ha requerido:
{\displaystyle \forall f,g\in {\mathcal {F}}(N),\forall \lambda \in \mathbb {R} },
- {\displaystyle d_{p}^{}F(\delta )(f+g)=\delta ((f+g)\circ F)=\delta (f\circ F+g\circ F)=\delta (f\circ F)+\delta (g\circ F)=d_{p}F(\delta )(f)+d_{p}F(\delta )(g),}

- {\displaystyle d_{p}^{}F(\delta )(\lambda f)=\delta ((\lambda f)\circ F)=\delta (\lambda (f\circ F))=\lambda \delta (f\circ F)=\lambda d_{p}F(\delta )(f),}

{\displaystyle d_{p}^{}F(\delta )(f\cdot g)=\delta ((f\cdot g)\circ F)=\delta ((f\circ F)\cdot (g\circ F))=\delta (f\circ F)(g\circ F)(p)+(f\circ F)(p)\delta (g\circ F)=d_{p}F(\delta )(f)g_{|F(p)}+f_{|F(p)}d_{p}F(\delta )(g)},
y, por tanto, es una derivación; en resumen, el diferencial de una derivación es una derivación.
Veamos finalmente que {\displaystyle d_{p}^{}F} es {\displaystyle \mathbb {R} }-lineal:
{\displaystyle \forall \delta _{1},\delta _{2}\in {\mathcal {T}}_{p}M,\forall f\in {\mathcal {F}}(N)\;y\;\forall \lambda \in \mathbb {R} }, tenemos
- {\displaystyle d_{p}^{}F(\delta _{1}+\delta _{2})(f)=(\delta _{1}+\delta _{2})(f\circ F)=\delta _{1}(f\circ F)+\delta _{2}(f\circ F)=d_{p}F(\delta _{1})(f)+d_{p}F(\delta _{2})(f)},

- {\displaystyle d_{p}^{}F(\lambda \delta _{1})(f)=(\lambda \delta _{1})(f\circ F)=\lambda \delta _{1}(f\circ F)=\lambda d_{p}F(\delta _{1})(f)},

y por tanto, al ser lineal y bien definida, hereda correctamente las propiedades de suma vectorial y producto por escalar para que los elemento obtenidos en {\displaystyle {\mathcal {T}}_{F(p)}N}, a partir de los elementos de {\displaystyle {\mathcal {T}}_{p}M}, puedan formar un subespacio vectorial, sería deseable conseguir una base para generar totalmente {\displaystyle {\mathcal {T}}_{F(p)}N}.
Así pues, tenemos que {\displaystyle d_{p}^{}F}, como aplicación lineal entre espacios vectoriales, queda totalmente determinada por una matriz.

## Propiedad
Sean {\displaystyle M,\;N,\;P_{}^{}} variedades diferenciables, {\displaystyle F:M\rightarrow N}, {\displaystyle G:N\rightarrow P} y {\displaystyle p\in M}, entonces tenemos que:
{\displaystyle d_{p}(G\circ F)=d_{F(p)}G\circ d_{p}F}.
Demostración
{\displaystyle \forall h\in {\mathcal {F}}(P),} {\displaystyle \forall \delta \in {\mathcal {T}}_{p}M}, sucesivamente por definición:
{\displaystyle d_{p}(G\circ F)(\delta )(h)=\delta (h\circ G\circ F)=}{\displaystyle d_{p}F(\delta )(h\circ G)=}{\displaystyle d_{F(p)}G(d_{p}F(\delta ))(h)=}{\displaystyle d_{F(p)}G\circ d_{p}F(\delta )(h)}.
Sea {\displaystyle M_{}^{}} una variedad diferenciable, {\displaystyle Id_{M}:M\rightarrow M} y {\displaystyle p\in M}, entonces tenemos que:
{\displaystyle d_{p}(Id_{M})=Id_{{\mathcal {T}}_{p}M}}.
Demostración
{\displaystyle \forall h\in {\mathcal {F}}(P),\forall \delta \in {\mathcal {T}}_{p}M},
{\displaystyle d_{p}(Id_{M})(\delta )(h)=\delta (h\circ Id_{M})=}{\displaystyle \delta (h)}.
Sea {\displaystyle M,\;N_{}^{}} variedades diferenciables y {\displaystyle F:M\rightarrow N} un difeomorfismo, entonces tenemos que:
{\displaystyle \forall p\in M,\;d_{p}F} es un isomorfismo de {\displaystyle \mathbb {R} }-espacios vectoriales.
Demostración
Si {\displaystyle F_{}^{}} es un difeomorfismo entonces tenemos que {\displaystyle \exists G:N\rightarrow M} diferenciable: {\displaystyle F\circ G=Id_{N}} y {\displaystyle G\circ F=Id_{M}}.
Bastaría considerar los diferenciales {\displaystyle d_{q}G_{}^{}} y {\displaystyle d_{p}F^{},\;q=F(p)}, usando sucesivamente las propiedades anteriores tenemos:
{\displaystyle d_{q}G\circ d_{p}F=d_{p}(G\circ F)=}{\displaystyle d_{p}(Id_{M}^{})=}{\displaystyle Id_{{\mathcal {T}}_{p}M}},
{\displaystyle d_{p}F\circ d_{q}G=d_{q}(F\circ G)=}{\displaystyle d_{q}(Id_{N}^{})=}{\displaystyle Id_{{\mathcal {T}}_{q}N}}.
Por tanto hemos visto que {\displaystyle d_{p}F_{}^{}} es un isomorfismo de {\displaystyle \mathbb {R} }-espacios vectoriales.
- Datos: Q12162791